# Wedge Tombs von Carmoney
Die Wedge Tombs von Carmoney befinden sich im Townland Carmoney (irisch Carr Mhóna) am Ostrand eines Hügellandes, das sich beinahe bis zum 5,5 km entfernten Glen Lough nördlich von Milford am inneren Ende der Meeresbucht Mulroy Bay im County Donegal in Irland erstreckt. Wedge Tombs (deutsch „Keilgräber“), früher auch „wedge-shaped gallery grave“ genannt, sind doppelwandige, ganglose, mehrheitlich ungegliederte Megalithbauten der späten Jungsteinzeit und der frühen Bronzezeit.

## Carmoney (DG 17)
Lage: 55° 7′ 59,7″ N, 7° 43′ 54,4″ W
Das verhältnismäßig gut erhaltene Wedge Tomb liegt nahe der Kuppe eines sumpfigen Südhanges und ist tief ins Moor eingebettet. Es besteht aus der Südwest–Nordost orientierten keilförmigen Galerie, die mindestens 10 m lang war. Ihre Rückseite fehlt. Etwa 1,8 m vom vermutlichen Ende der Galerie weist eine Querplatte, die die Galeriebreite hat und auf Dachhöhe endet, auf das Vorhandensein einer hinteren Kammer. Sie war mindestens 1,8 m lang und verjüngt sich hinten auf 0,8 m.
Etwa mittig blockiert ein etwa 1,5 m lange grasbewachsenes Füllsel die Galerie. Ihr Boden liegt zwischen 0,7 m und 1,0 m unterhalb der Decke und steht voller Wasser. Den Großteil der Galerie bedecken Steine, von denen einige gebrochen sind. Mehrere Seitensteine ragen aus dem Moor und stellen die eng gesetzten Außenmauern der Galerie dar. Ein etwa 15,0 m langer, 7,0 m breiter und 0,8 m hoher grasbewachsener Cairn umgibt die Struktur.
Der vordere Orthostat der Nordseite der Galerie hat eine Höhe von 0,6 m. Die beiden vorderen Steine der Südseite (der äußere ist 0,7 m und der innere 0,8 m hoch) und der Stein der Nordseite verengen die Galerie auf eine Breite von 1,2 m und bilden eine Art Portikus. Dahinter ist die Galerie etwa 1,9 m breit und verjüngt sich bis zur Querplatte auf 1,35 m. Die Orthostaten der Galerie variieren in der Größe beträchtlich. Einige sind groß, andere säulenartig. Auf der Nordseite sind neun Seitensteine sichtbar, von denen einer zur hinteren Kammer gehört, acht sind es im Süden. Sie haben Längen von 0,2 m bis 1,6 m und sind 0,1 m bis 0,3 m dick. Einige haben Höhen von 0,9 m. Eine Abnahme der Seitensteinhöhe von West nach Ost ist an den Decksteinen erkennbar.
Jenseits des Ostendes der Struktur wurde ein 1,2 × 1,0 m großes Loch bis auf die Tiefe des Galeriebodens gegraben.

## Carmoney (DG 18)
Lage: 55° 7′ 58,6″ N, 7° 43′ 52,9″ W
Diese Anlage befindet sich 35 m südöstlich von DG 17 und liegt ebenfalls tief im Moor. Sie wurde 1827 als eine 6 m lange Höhle beschrieben. Heute ist die gesamte Struktur nur noch 4,1 m lang. Die deutlich keilförmige Galerie ist von einem Dachstein bedeckt und hat eine Länge von 2,7 m. Sie verjüngt sich von 1,6 m im Westen auf 0,8 m im Osten; ebenfalls fallen die Seitenwände dorthin ab.